# Dębów (Subkarpaten)
Dębów is een plaats in het Poolse district  Przeworski, woiwodschap Subkarpaten. De plaats maakt deel uit van de gemeente Gać en telt 1244 inwoners.